# José Uría y Uría
José María Uría y Uría (Oviedo 1861 - Vigo 1937) fue un pintor español.

## Biografía
Se inició como discípulo de Antonio Fernández Cuevas. Se formó durante diversas estancias en Asturias, Madrid, en la Escuela de San Fernando, y Roma entre 1883 y 1890. En Madrid estuvo aprendiendo en el taller de Salvador Martínez Cubells. Al comienzo de su carrera se  pinturas de carácter histórico (influenciado por Diego de Velázquez o Francisco Pradilla) como Príncipe Don Carlos y El Duque de Alba. Sus pinturas El Campo de San Francisco, Antes de Dar el sí o Lope de Vega en el cementerio son algunas de las obras con las que participó en exposiciones internacionales obteniendo gran reconocimiento. Comienza a cultivar la temática industrial influenciado por el ambiente asturiano, con interiores de fábricas y talleres como Después de la huelga o Era de machaqueo en Duro Felguera. Posteriormente, se dedicará al retrato y más tarde a los paisajes, especialmente de Asturias y León. Algunas de sus obras, como El arco del rey Casto, se encuentran en el Museo del Prado. Cofundó junto con Rafael Zamora y Pérez de Urría, marqués de Valero Urria, la Sociedad Filarmónica de Oviedo. Fue padre del historiador Juan Uría Ríu y llegó a ser senador por la provincia de León y de Oviedo.